# Pernille Harder
 Der er flere personer med dette navn, se Pernille Harder (badmintonspiller).
Pernille Mosegaard Harder (født 15. november 1992) er dansk fodboldspiller, der spiller som offensiv midtbanespiller for Bayern München, og som i 2018 og 2020 blev kåret som Europas bedste kvindelige fodboldspiller. Hun spiller endvidere på landsholdet og er her den mest scorende spiller nogensinde. Hun var med på holdet, der vandt sølv ved EM 2017. Før skiftet til FC Bayern  spillede hun for blandt andet  og VfL Wolfsburg.
Hun har været med til at blive svensk mester med Linköpings FC (2016), tysk mester med VfL Wolfsburg (2017, 2018, 2019 og 2020) og engelsk mester med FC Chelsea (2021, 2022 og 2023).
Harder har opnået en række hædersbevisninger og nomineringer. Hun var nomineret som Europas bedste kvindelige fodboldspiller i 2018 og 2020 og som FIFAs Årets Fodboldspiller i 2017. I 2018 blev hun nummer to i afstemningen om Ballon d'Or (første år denne blev uddelt til kvinder), og kort efter blev hun i The Guardian udpeget som verdens bedste kvindelige fodboldspiller. I 2020 blev hun kåret til verdens bedste fodboldspiller af FourFourTwo, som er de samme internationale sportsjournalister, der kårer vinderen af Ballon d’Or. Ballon d’Or var aflyst i 2020, på grund af corona. Desuden har hun været kåret som årets kvindelige danske spiller otte gange.

## Karriere

### Klub
Som barn spillede Pernille Harder for Tulstrup-Faurholt IK, og fra 2005-07 spillede hun for FC Ikast. Hun startede sin seniorkarriere i Viborg, hvor hun spillede fra 2007-10. Derefter spillede hun for Skovbakken fra 2010-12. I 2012 skiftede hun til udlandet, da hun fra 2012 til 2016 spillede for Linköpings FC i den svenske Damallsvenskan.
I 2015-sæsonen scorede Harder 17 mål i 22 kampe for Linköping, hvorefter hun vandt en række svenske hæderspriser, heriblandt "Årets Anfallare" (Årets angriber) og "Årets Allsvenska Spelare" (Årets spiller i Damallsvenskan). Ved det årlige galla delte hun scenen med årets mandlige vinder Zlatan Ibrahimović og blev beskrevet som "supertalent" og "verdensklasse" af Sveriges landstræner Pia Sundhage. Harder vandt også titlen som Årets Fodboldspiller i Danmark i 2015. I juni 2016, hvor hun var med til at blive svensk mester med Linköping, var Harder en af 30 personer, der blev udvalgt til at være værdig til at få sit navn på byens Wall of Fame af Linköpings kommun.
Fra 1. januar 2017 til 31. august 2020 spillede Pernille Harder for den tyske storklub Wolfsburg. Kontrakten løb i første omgang til 30. juni 2019, men er senere forlænget, så den nu løber til sommeren 2021. Med Wolfsburg har hun vundet flere tyske mesterskaber, samt pokalturneringer og en deltagelse i UEFA Women's Champions League-finalen i 2018.
Pernille Harders sponsorer er den tyske sportsgigant Puma SE, samt den danske hudplejeserie Dermaxir.
Den 1. september 2020 underskrev Harder en tre-årig kontrakt med Chelsea for en handelspris angiveligt over 250.000 GBP. Beløbet var det hidtil største for en kvindelig spiller, indtil en handel med Keira Walsh overgik dette beløb med 100.000 GBP i 2022..
Hun vandt det engelske mesterskab i FA Women's Super League og pokalturneringen FA Women's League Cup i alle tre sæsoner, hun spillede for Chelsea. 
I UEFA Women's Champions League 2020-21 kvartfinalerne scorede hun i begge kampe mod sin tidligere klub VfL Wolfsburg. Chelsea tabte CL finalen dette år.
Da kontrakten med Chelsea udløb i sommeren, skiftede Harder tilbage til Tyskland, hvor hun fik kontrakt med Bayern München. Hendes kæreste, Magdalena Eriksson, foretog samme skift, og begge spillerne fik treårige kontrakter med Bayern.

### Landshold
Hun fik sin debut på landsholdet i 2009 og har repræsenteret Danmark ved EM 2013 i Sverige og ved EM 2017, hvor Danmark vandt sølv efter, at holdet tabte finalen 2-4 mod Holland, hvor Harder scorede Danmarks udlignende mål til 2-2 efter en solopræstation, hvor hun driblede fra midten af banen og selv skød bolden i mål.
Hun blev som blot 23-årig udpeget til landsholdets anfører i marts 2016. Hun var en del af Danmarks trup til EM 2013, hvor Danmark kom i semifinalen, og til EM 2017, hvor Danmark vandt sølv. Harder scorede det andet af Danmarks to mål i finalen, som Holland vandt 4-2. 
Den 16. september 2021 scorede hun i en VM-kvalifikationskamp mod Malta sit 66. landskampsmål i på dette tidspunkt 129 landskampe, og blev dermed alletiders mest scorende danske landsholdsspiller (blandt både mænd og kvinder).

## Hæder

### Klub
Linköpings FC
- Svenska Cupen: Vinder 2014, 2015
- Damallsvenskan: Vinder 2016

VfL Wolfsburg
- Tysklands bedste kvindelige fodboldspiller 2020
- Niedersachsens bedste kvindelige fodboldspiller 2020
- Bundesliga: Vinder 2016-17, 2017-18, 2018-19, 2019-20
- DFB-Pokal
  - Vinder: 2016–17, 2017–18, 2018-19, 2019–20
- UEFA Women's Champions League
  - Nummer to: 2017-18, 2019-20

Chelsea F.C. Women
- FA Women's Super League
  - Vinder: 2020/21, 2021/22, 2022/23
- FA Women's Cup
  - Vinder: 2021, 2022, 2023
- FA Women's League Cup
  - Vinder: 2020–21
- UEFA Women's Champions League
  - Nummer to: 2020-21

FC Bayern Women
- Bundesliga: Vinder 2023-24, 2024-25
- DFB-Supercup: Vinder 2024
- DFB-Pokal: 2024–25

### Landshold
Danmark
- Sølv ved EM 2017

### Individuel
Harder er af Spillerforeningen kåret som Årets Kvindelige Fodboldspiller i 2012, samt i hvert af årene 2015 til 2020. Harder blev kåret til Årets Players Association Women's Soccer Player i både 2012 og 2015-2020. I 2024 vandt hun igen, for ottende gang i alt. Hun blev i 2018 og 2020 kåret til UEFA Europas bedste kvindelige fodboldspiller. Hun har modtaget stor international hæder – bl.a. for sin indsats i Bundesliga.
I 2020 blev Ballon d'Or ikke uddelt af Fifa, så FourFourTwo overtog i stedet kåringen, hvor deres panel af repræsentanter for 27 lande pegede på Harder som årets spiller.
| - 2010 Årets Talent - 2017 En af de "Bedste 11 ved EM i fodbold" - 2017 Nomineret til UEFA Europas bedste kvindelige fodboldspiller - 2017 Nomineret til FIFA Verdens bedste fodboldspiller - 2018 Topscorer i Bundesligaen - 2018 UEFA Women's Champions League Sæsonens hold | - 2018 Verdens bedste kvindelige fodboldspiller, The Guardian - 2020 Topscorer i Bundesligaen (27 mål) - 2020 Niedersachsens Fußballer des Jahres - 2020 Årets kvindelige fodboldspiller i Tyskland - 2020 Årets kvindelige fodboldspiller, FourFourTwo - 2020 Nomineret til FIFA Verdens bedste fodboldspiller |

## Privatliv
Pernilles forældre hedder Annie Harder, og Mogens Harder. Pernille har også en søster Louise Harder der også spiller  fodbold. 
I sin tid hos Linköping F.C. mødte hun holdkammeraten Magdalena Eriksson, som hun siden 2014 har dannet par med. Parret fik stor opmærksomhed under VM 2019: Da Danmark ikke havde kvalificeret sig til turneringen, var Harder med som tilskuer på Parc des Princes, da Sverige spillede mod Canada i 16-delsfinalen. Efter at have slået Canada, løb Eriksson over for at kysse Harder, som var iklædt en svensk landsholdstrøje.
De så begge kysset som en naturlig ting, men måtte sande, at det affødte stor opmærksomhed på sociale medier. De besluttede sig for at udnytte denne opmærksomhed ved at støtte Common Goal, hvilket de gør som det første par.
Mens Harder spillede i Wolfsburg og Eriksson i Chelsea, boede parret hver for sig. På trods af det forsøgte de at skabe en fælles tilværelse ved for eksempel at se tv-serier sammen over FaceTime, mens de sad i hver sit land. Da Harder i 2020 skiftede til Chelsea, havde det også stor betydning, at hun derved kunne komme tættere på sin kæreste.
I begyndelsen af 2023 fik parret endnu engang mediernes opmærksomhed, da de annoncerede, at de kun ville skifte klub sammen, hvilket skabte kontrovers i England. Parret holdt fast i beslutningen, da de sammen skiftede til Bayern München.
Den 21. juli 2024 meddelte hun, at hun og Eriksson var blevet forlovet.